# Lancaster (Californië)
Lancaster is een stad in de Amerikaanse staat Californië en telt 159.055 inwoners. Het is hiermee de 151e stad in de Verenigde Staten (2012). De oppervlakte bedraagt 243,4 km², waarmee het de 73e stad is.

## Geografie

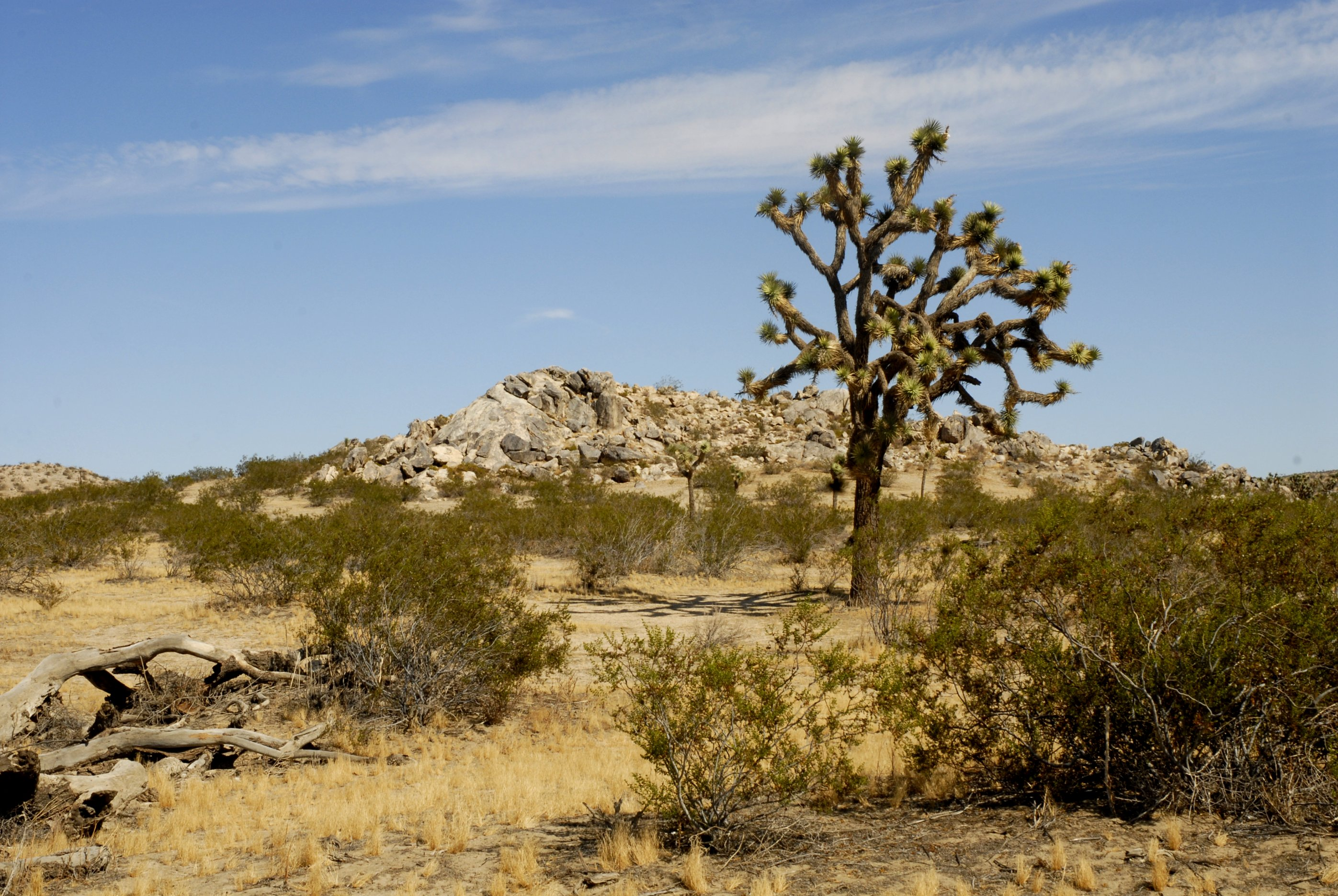
Woestijn bij de stad

Lancaster is gelegen in de Antelope Valley, een deel van de Mojavewoestijn, ten noorden van de San Gabriel Mountains en het valt bestuurlijk gezien onder Los Angeles County.

### Klimaat
In januari is de gemiddelde temperatuur 7,3 °C, in juli is dat 27,1 °C. Jaarlijks valt er gemiddeld 175,8 mm neerslag (gegevens op basis van de meetperiode 1961-1990).
| Maand                       | jan  | feb  | mrt  | apr  | mei  | jun  | jul  | aug  | sep  | okt  | nov  | dec  | Jaar  |
| --------------------------- | ---- | ---- | ---- | ---- | ---- | ---- | ---- | ---- | ---- | ---- | ---- | ---- | ----- |
| Gemiddeld maximum (°C)      | 15,0 | 16,7 | 19,4 | 22,8 | 27,8 | 32,8 | 36,7 | 36,7 | 32,8 | 26,1 | 19,4 | 14,4 | 25,1  |
| Gemiddelde temperatuur (°C) | 7,2  | 9,4  | 11,7 | 15,0 | 20,0 | 24,4 | 28,3 | 27,2 | 23,3 | 17,2 | 11,1 | 6,7  | 14,9  |
| Gemiddeld minimum (°C)      | −0,6 | 1,7  | 3,9  | 7,2  | 12,2 | 16,1 | 19,4 | 17,8 | 13,9 | 7,8  | 2,2  | −1,1 | 8,4   |
|                             |      |      |      |      |      |      |      |      |      |      |      |      |       |
| Neerslag (mm)               | 38,1 | 46,5 | 29,0 | 8,9  | 2,3  | 1,3  | 2,3  | 2,5  | 3,8  | 11,2 | 13,7 | 29,2 | 188,8 |
| Bron: The Weahter Channel   |      |      |      |      |      |      |      |      |      |      |      |      |       |

### Plaatsen in de nabije omgeving
De onderstaande figuur toont nabijgelegen plaatsen in een straal van 24 km rond Lancaster.

## Demografie
Van de bevolking is 8,6 % ouder dan 65 jaar en bestaat voor 22,1 % uit eenpersoonshuishoudens. De werkloosheid bedraagt 5,1 % (cijfers volkstelling 2000).
Ongeveer 24,1 % van de bevolking van Lancaster bestaat uit hispanics en latino's, 16 % is van Afrikaanse oorsprong en 3,8 % van Aziatische oorsprong.
Het aantal inwoners steeg van 98.445 in 1990 naar 118.718 in 2000 en naar 159.055 in 2012.

## Overleden
- George Stevens (1904-1975), Amerikaans regisseur, producer, cameraman en scenarist
- Cal Niday (1914-1988), Amerikaans Formule 1-coureur
- Roland Varno (1908-1996), Amerikaans acteur van Nederlandse afkomst
- Abu Talib (1939-2009), Amerikaans blues- en jazzgitarist, zanger en harmonicaspeler
- Eleutherius Winance (1909-2009), Belgisch monnik, missionaris, filosoof en theoloog
- Aaron Carter (1987-2022), Amerikaanse zanger